# Billy Dans
Billy Dans (Amsterdam, 14 februari 1991) is een Nederlands zanger en tekstschrijver. Hij schreef nummers voor onder meer René Froger, Snelle, Mart Hoogkamer, Tino Martin en Jan Smit.

## Biografie
Dans begon in een café van zijn vader in De Jordaan waar hij al op jonge leeftijd in aanraking kwam met muziek. Hier werd hij geïnspireerd door artiesten als Johnny Jordaan, Willy Alberti en André Hazes. Dans begon sindsdien met het schrijven van Nederlandstalige songteksten. Ook rapte hij in zijn geschreven nummers. In 2009 had Dans samen met een vriend een hit met het nummer Voorbij. Op het platform YouTube werd het nummer meer dan 6 miljoen keer beluisterd. 
Door de jaren heen heeft Dans meerdere nummers geschreven die in de Nederlandse Top 40 terecht zijn gekomen. Zo schreef hij de nummers Frans Duijts van Frans Duijts en Donnie, Bieber van de kroeg van Mart Hoogkamer en Donnie, Hartslag van de stad van Tino Martin en Mart Hoogkamer en Padellen van Turfy Gang en la$$a. Als soloartiest had Dans hits met nummer als Vannacht Slaap Je Bij Mij en Koning van de Nacht. In maart 2024 bracht Dans zijn debuutalbum Jongen van de Stad uit. Dit album verkreeg een gouden status. Dans staat onder contract bij muziekplatenlabel Main Music.

## Televisieoptredens
Dans deed in 2022 mee aan het SBS6 televisieprogramma De Alleskunner waarin hij op de 32ste plaats eindigde. Een jaar later deed hij mee aan het programma De Verraders op RTL 4. Dans won dit programma door samen met Noor Omrani en Chahid Charrak verraders Sander Huisman en Jordy Huisman te ontmaskeren.
In 2024 was Dans een van de deelnemers aan het 24e seizoen van het RTL 4-programma Expeditie Robinson, hij viel als tiende af en eindigde daarmee op de elfde plaats. In datzelfde jaar deed hij samen met Kiran Badloe mee aan het televisieprogramma de Top 4000 Muziekquiz. In 2025 was Dans te zien als gastartiest in het televisieprogramma Het Holland Huis. In datzelfde jaar deed hij samen met Noor Omrani mee aan het televisieprogramma Code van Coppens: De wraak van de Belgen. Ook deed Dans in 2025 mee aan het televisieprogramma De kwis met ballen VIPS. Tevens deed hij in datzelfde jaar samen met Glennis Grace mee aan het televisieprogramma That's my jam.

## Discografie

### Albums
- Jongen uit de stad (2024)

### Nummers zonder notering(en) in een hitlijst
- "Pipperdepap" (2019)
- "Beach Vibe" (2019)
- "Duh papa" (2020)
- "Diep in de nacht" (2021)
- "IBIZA" (met Donnie) (2021)
- "Ontspanje" (2021)
- "Hazes" (2022)
- "Die & Die" (2022)
- "Jongen uit de stad" (2022)
- "Laat het effe'" (2022)
- "Svetlana" (2023)
- "Eiland" (2023)
- "Tranquilo" (2023)
- "Koning van de nacht" (2023)
- "Decadent" (2023)
- "Radar" (2024)

### Nummers met notering(en) in een hitlijst
| Lied                                                      | Verschijnen      | Album | Hitlijsten  | Hitlijsten  | Hitlijsten   | Hitlijsten   | Opmerkingen |
| Lied                                                      | Verschijnen      | Album | NL (Top 40) | NL (Top 40) | NL (Top 100) | NL (Top 100) | Opmerkingen |
| Lied                                                      | Verschijnen      | Album | Piek        | Weken       | Piek         | Weken        | Opmerkingen |
| --------------------------------------------------------- | ---------------- | ----- | ----------- | ----------- | ------------ | ------------ | ----------- |
| Vannacht slaap jij bij mij (met LA$$A, Poke en John West) | 28 juni 2024     | —     | 34          | 6           | 18           | 18           |             |
| Nooit meer voorbij (met Afro Bros en Brace)               | 14 februari 2025 | —     | tip6        | —           | 61           | 16           |             |
| Wereldwonder (met LA$$A, Poke en John West)               | 2 mei 2025       | —     | tip1        | —           | 27           | 15*          |             |